# Ważne Młyny (przystanek kolejowy)
Ważne Młyny – przystanek kolejowy w Ważnych Młynach (powiat pajęczański).